# Галиев, Жан Сержанович
Жан Сержанович Галиев (каз. Жан Сержанұлы Галиев; род. 4 декабря 1972, Алма-Ата, Казахская ССР, СССР) — казахстанский дипломат. Чрезвычайный и Полномочный Посланник I класса.

## Биография
Родился 4 декабря 1972 года в г. Алма-Ата, Казахстан.

В 1994 году окончил Казахский государственный университет мировых языков и международных отношений. 

В 1996 году окончил Институт переводчиков и международных отношений. 

В 1998 году окончил Международный институт государственного управления при Премьер-министре Франции, Париж. 

В 1998 году окончил Институт прав человека, Страсбург. 

В 1998 году окончил Академию международного права, Гаага. 

В 2006 году окончил Дипломатическую Академию Министерства иностранных дел Республики Казахстан, Астана.
Владеет казахским, русским, французским и английским языками.
Имеет дипломатический ранг: Чрезвычайный и Полномочный Посланник I класса (07.2022).

### Трудовая деятельность
С 1995 по 1996 годы — эксперт-языковед Национальной высшей школы государственного управления при Президенте Республики Казахстан (НВШГУ).
С 1996 по 1997 годы — помощник Директора НВШГУ.
С 1999 по 2001 годы — референт, третий секретарь, второй секретарь Департамента двустороннего сотрудничества Министерства иностранных дел Республики Казахстан.
С 2001 по 2005 годы — третий секретарь, второй секретарь Посольства Республики Казахстан во Французской Республике, Париж.
С 2005 по 2006 годы — начальник отдела стран Западной Европы Департамента Европы и Америки Министерства иностранных дел Республики Казахстан.
С 2006 по 2007 годы — начальник управления Европы Департамента Европы и Америки Министерства иностранных дел Республики Казахстан.
С 2007 по 2010 годы — советник, Советник-Посланник Посольства Республики Казахстан в Королевстве Бельгия, Герцогстве Люксембург, при Европейском союзе и НАТО, Брюссель.
С 2010 по 2016 годы — советник-Посланник Посольства Республики Казахстан во Французской Республике и Княжестве Монако, Париж.
С 2016 по 2017 года — посол по особым поручениям (экономическая дипломатия), член Коллегии Министерства иностранных дел Республики Казахстан.
С 2017 по 2022 годы — чрезвычайный и Полномочный Посол Республики Казахстан во Французской Республике.
С 2018 по 2019 годы — чрезвычайный и Полномочный Посол Республики Казахстан в Португальской Республике по совместительству.
С 2018 по 2022 годы — чрезвычайный и Полномочный Посол Республики Казахстан в Княжестве Монако, Постоянный представитель Республики Казахстан при ЮНЕСКО по совместительству.
С 2022 по 5 января 2025 года — Председатель Комитета международной информации Министерства иностранных дел Республики Казахстан.
С 5 января 2025 года — чрезвычайный и Полномочный Посол Республики Казахстан в Португальской Республике.

## Награды
- Орден «Құрмет» (2021 г.);
- Почетная грамота «Құрмет грамотасы» от Президента Республики Казахстан (2022 г .);
- Благодарственное письмо «Алғыс хат» с нагрудным значком «Барыс» от Президента Республики Казахстан (2024 г.);
- Почётные грамоты Министра иностранных дел Республики Казахстан (2007, 2013, 2016, 2023 гг.);
- Благодарность Министра иностранных дел Республики Казахстан (2014 г.);
- Ведомственные медали «15-летие дипломатической службы Республики Казахстан», «20-летие дипломатической службы Республики Казахстан», «25-летие дипломатической службы Республики Казахстан», «30-летие дипломатической службы Республики Казахстан», медаль Генеральной Прокуратуры РК «За вклад в развитие международного сотрудничества» (2019 г.), медаль «30 лет Генеральной Прокуратуре Республики Казахстан» (2022 г.);
- Памятные медали «20-летие Астаны», «25-летие ТЮРКСОЙ», медаль ТЮРКСОЙ «175-летие Абая».

## Семья
- Женат, имеет двоих сыновей.